# Glaréole malgache
Glareola ocularis
Espèce
Statut de conservation UICN

 VU C2a(ii) : Vulnérable
La Glaréole malgache (Glareola ocularis) est une espèce d'oiseaux limicoles de la famille des Glareolidae.
Son aire s'étend en hiver du sud de la Somalie au nord du Mozambique.